# Purple Kiss
PURPLE KISS (em coreano: hangul: 퍼플키스; romaniz.: Romanização revisada: Peopeul Kiseu; McCune-Reischauer: P'ŏp'ŭlk'isŭ; em japonês: パープルキス; romaniz.: Pāpuru Kisu; estilizado em letras maiúsculas) é um girl group sul-coreano formado pela RBW Entertainment em 2021. O grupo consiste atualmente em seis membros: Na Go-eun (Goeun), Jang Eun-seong (Dosie), Cho Seo-young (Ireh), Yuki (유키), Mori Koyuki (Yuki), Lee Chae-young (Chaein) e Park Su-jin (Swan). A formação original contava com Park Ji-eun (Jieun), que deixou o grupo em novembro de 2022 devido a sua condição de saúde. Elas são consideradas um grupo de autoprodução, com membros envolvidos em composição, coreografia e outros aspectos de autoria.
O grupo lançou dois singles digitais de pré-estreia - "My Heart Skip a Beat" em novembro de 2020 e "Can We Talk Again" em fevereiro de 2021 - antes de sua estreia oficial em 15 de março de 2021, com o EP "Into Violet".

## Nome
O nome do grupo, PURPLE K!SS, é uma aglutinação de "roxo", que é feito a partir da mistura de várias cores, que se refere à cor musical criada pela combinação das diversas personalidades de cada integrante, e "beijo", que é utilizado para expressar o poder do amor em várias histórias, ontéendo  significado de transmitir amor a muitas pessoas através de várias cores musicais.

## História

### 2017–2020: 365 Atividades práticas e pré-estreia
O PURPLE KISS começou sua formação através de um canal no YouTube chamado "365 Practice" em meados de março de 2018, usado pela RBW para destacar o processo de vida diária, escolar e prática de suas trainees. Este canal do YouTube foi então alterado para promover seu novo grupo feminino com um novo nome PURPLE KISS. Apresentando diferentes escalações de trainees que mudaram consistentemente quando alguns trainees deixaram o Entertainment para seguir outros planos de carreira.
Lee Ye-sol foi um dos únicos membros dentre aqueles que foram revelados através de algumas das fotos promocionais com os outros membros, mas havia saído antes da revelação do nome do grupo.
Em 15 de junho de 2018, Park Ji-eun se tornou uma concorrente do reality show de sobrevivência da Mnet, Produce 48, como concorrente representando sua agência RBW. No entanto, ela foi eliminada no Episódio 5 depois de ficar em 80º lugar, não conseguindo estrear no programa. Em 29 de outubro de 2017, Na Go-eun fez o teste para "MIXNINE" para representar sua agência RBW como trainee de entretenimento, mas não passou no teste; 15 de junho de 2018, ela também participou do Produce 48, e ficou em 29º lugar no geral, ela também não conseguiu estrear no programa. De 29 de outubro de 2017 até o início de 2018, Dosie participou do "MIXNINE" como um trainee de entretenimento da RBW e, finalmente, ficou em 146º lugar, não conseguindo estrear no programa. A classificação final geral final é 78º. Em 29 de outubro de 2017, Swan fez o teste para participar do "MIXNINE" como trainee da RBW Entertainment, mas não passou no teste.
Ireh afirmou que foi trainee da YG Entertainment, junto com Chaein.
Purple Kiss apareceu no videoclipe "End of Spring" do Onewe em 26 de maio de 2020 como dançarinas ao lado do Oneus.
Purple Kiss também apareceu em "FIRST REVEAL! HWASA's Campus life | The Sims 4 CF (Commercial Film)" com a colega de gravadora Hwasa como suas colegas de classe e se formaram juntas.

### 2020 – Presente: Singles de pré-estreia "My Heart Skip A Beat" e "Can We Talk Again"
Em 20 de julho de 2020, uma série de trailers de estreia de tomadas individuais de solo e um teaser do grupo foram anunciados em seu canal no YouTube, solidificando a formação de Purple Kiss. Os membros foram revelados individualmente de 20 de julho a 1º de agosto, assim como o nome PURPLE K!SS, cujo logo consiste em dois corações que se entrelaçam para formar um lábio, que é um jogo de palavras do nome do grupo. Um trailer de vídeo com todos os sete membros foi revelado no último dia em 3 de agosto de 2020.
Em 30 de setembro de 2020, a RBW anunciou que a membra Swan entraria em um hiato temporário por motivos de saúde. Em 23 de dezembro, a RBW informou que Swan voltaria aos preparativos de estreia após uma recuperação bem-sucedida.
Em 19 de novembro de 2020, a RBW anunciou que o novo grupo feminino pretende estrear no início do ano que vem e lançará dois singles de pré-estreia. O primeiro single digital "My Heart Skip a Beat" foi lançado em 26 de novembro de 2020. Em 3 de fevereiro de 2021, o segundo single "Can We Talk Again" foi lançado em várias plataformas musicais.

### 2021: Debut comInto Violet
Em 28 de fevereiro de 2021, o Purple Kiss anunciou sua estreia, que seria o EP Into Violet. Foi lançado em 15 de março de 2021, com a segunda faixa "Ponzona" servindo como single principal do EP com um videoclipe que o acompanha. Into Violet alcançou a posição #11 na Gaon Album Chart, enquanto "Ponzona" alcançou a posição #99 na Download Chart.

## Membros
- Na Go-Eun (hangul: 나고은), nascida em 03 de setembro de 1999 em Nam-gu, Gwangju, Coreia do Sul, é vocalista principal e dançarina
- Dosie (hangul: 도시), nascida Jang Eun-Seong (hangul: 장은성) em 11 de fevereiro de 2000 em Busan, Coreia do Sul, é dançarina principal e vocalista
- Ireh (hangul: 이레), nascida Cho Seo-Young (hangul: 조서영) em 30 de abril de 2002 em Coreia do Sul, é dançarina principal e vocalista
- Yuki (hangul: 유키), nascida Mori Koyuki (kanji: もうりこゆき) em 06 de novembro de 2002 em Tóquio, Japão - é rapper principal, dançarina e vocalista
- Chaein (hangul: 채인), nascida Lee Chae-Young (hangul: 이채영) em 05 de dezembro de 2002 em Busan, Coreia do Sul, é vocalista principal, rapper e dançarina
- Swan (hangul: 수안), nascida Park Su-Jin (hangul: 박수진) em 11 de julho de 2003 em Coreia do Sul, é vocalista principal e maknae

Ex-membros
- Park Ji-eun (hangul: 박지은), nascida em 04 de setembro de 1997 em  Gangdong-gu, Seul, Coreia do Sul, era vocalista

## Discografia

### Extended plays
| Título      | Detalhes | Melhores posições nas paradas | Vendas |
| Título      | Detalhes | KOR                           | Vendas |
| ----------- | --- | ----------------------------- | ------ |
| Into Violet | - Lançado: 15 de março de 2021 - Gravadora: RBW - Formats: CD, digital download, streaming Track listing 1. Intro : Crown 2. Ponzona 3. Can We Talk Again 4. Skip Skip 5. Hello 6. My Heart Skip a Beat 7. 마침표 (Period) | 11                            | ASA    |

### Singles
| Título                                                                            | Ano  | Melhores posições nas paradas | Melhores posições nas paradas | Melhores posições nas paradas | Álbum       |
| Título                                                                            | Ano  | KOR                           | KOR Hot                       | US World                      | Álbum       |
| --------------------------------------------------------------------------------- | ---- | ----------------------------- | ----------------------------- | ----------------------------- | ----------- |
| "My Heart Skip a Beat"                                                            | 2020 | —                             | —                             | —                             | Into Violet |
| "Can We Talk Again"                                                               | 2021 | —                             | —                             | —                             | Into Violet |
| "Ponzona"                                                                         | 2021 | —                             | —                             | —                             | Into Violet |
| "—" denota uma gravação que não foi traçada ou não foi lançada naquele território |      |                               |                               |                               |             |

## Videografia

### Videoclipes
| Ano  | Título                 | Diretor                               | Duração | Notas                     | Ref.   |
| ---- | ---------------------- | ------------------------------------- | ------- | ------------------------- | ------ |
| 2020 | "My Heart Skip a Beat" | Hong Won Ki, Park Sang Won (Zanybros) | 3:37    | Videoclipe de pré-estreia | [ 29 ] |
| 2021 | "Can We Talk Again"    | Hong Won Ki, Hyemi Seo (Zanybros)     | 3:34    | Videoclipe de pré-estreia | [ 30 ] |
| 2021 | "Ponzona"              | Zanybros                              | 3:41    | Vídeo musical de estreia  | [ 31 ] |

## Filmografia

### Reality shows
| Ano           | Título                | Rede    | Notas | Ref.   |
| ------------- | --------------------- | ------- | ----- | ------ |
| 2021-presente | Literally PURPLE KISS | YouTube |       | [ 32 ] |

## Prêmios e indicações
| Cerimônia de premiação | Ano  | Categoria                  | Nomeado/Trabalho | Resultado | Ref.   |
| ---------------------- | ---- | -------------------------- | ---------------- | --------- | ------ |
| Asian Pop Music Awards | 2020 | Best New Artist (Overseas) | Purple Kiss      | Indicado  | [ 34 ] |